# Маркермер

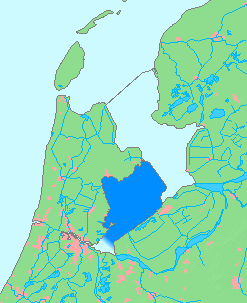
Маркермер выделен синим

Маркермер (нидерл. Markermeer) — озеро в Нидерландах, часть бывшего залива Зёйдерзе. Расположено между провинциями Северная Голландия и Флеволанд, отделена от северного компаньона — озера Эйсселмер — дамбой Хаутрибдейк. Площадь озера 700 км², глубина составляет около 3 м.
Название озера происходит от небольшого острова, ныне полуострова Маркен, расположенного в юго-западной части озера. Полуостров отгораживает от озера залив, зазываемый Гаувзе (Gouwzee). В северо-западной части озера у города Хоорн расположен залив Хорнсе-Хоп (Hoornse Hop). Юго-западная часть озера называется Эймер — раньше в том месте в Зёйдерзе впадала река Эй.
В рамках проекта «Зёйдерзе» после строительства дамбы Афслёйтдейк, превратившей залив Северного моря в пресноводное озеро, началось активное осушение земель. В том числе на месте Маркермера планировалось создать польдер Маркервард (Markerwaard). Однако после завершения строительства дамбы Хаутрибдейк (также называющейся Маркерварддейк) в 1976 году появились вопросы о финансовой рациональности осушения озера, и в 1980-х годах работы были остановлены на неопределённый срок. С тех пор озеро обрело собственную экологическую и рекреационную ценность — Маркермер используется как пресноводное водохранилище, сглаживающее колебания воды в периоды высокой воды и засух. В засуху 2003 года вода из Маркермера использовалась для поддержки уровня воды в каналах Амстердама.